# 龙光乡
龙光乡，是中华人民共和国广西壮族自治区百色市德保县下辖的一个乡镇级行政单位。

## 行政区划
龙光乡下辖以下地区：
龙光村、巴酬村、陇托村、岜考村、山甲村、那练村、仰屯村、那怀村、大邦村、钦迷村、大旺村、陇者村、陇隆村、合机村、洞内村、那供村、通怀村、那印村和果来村。